# デミタス

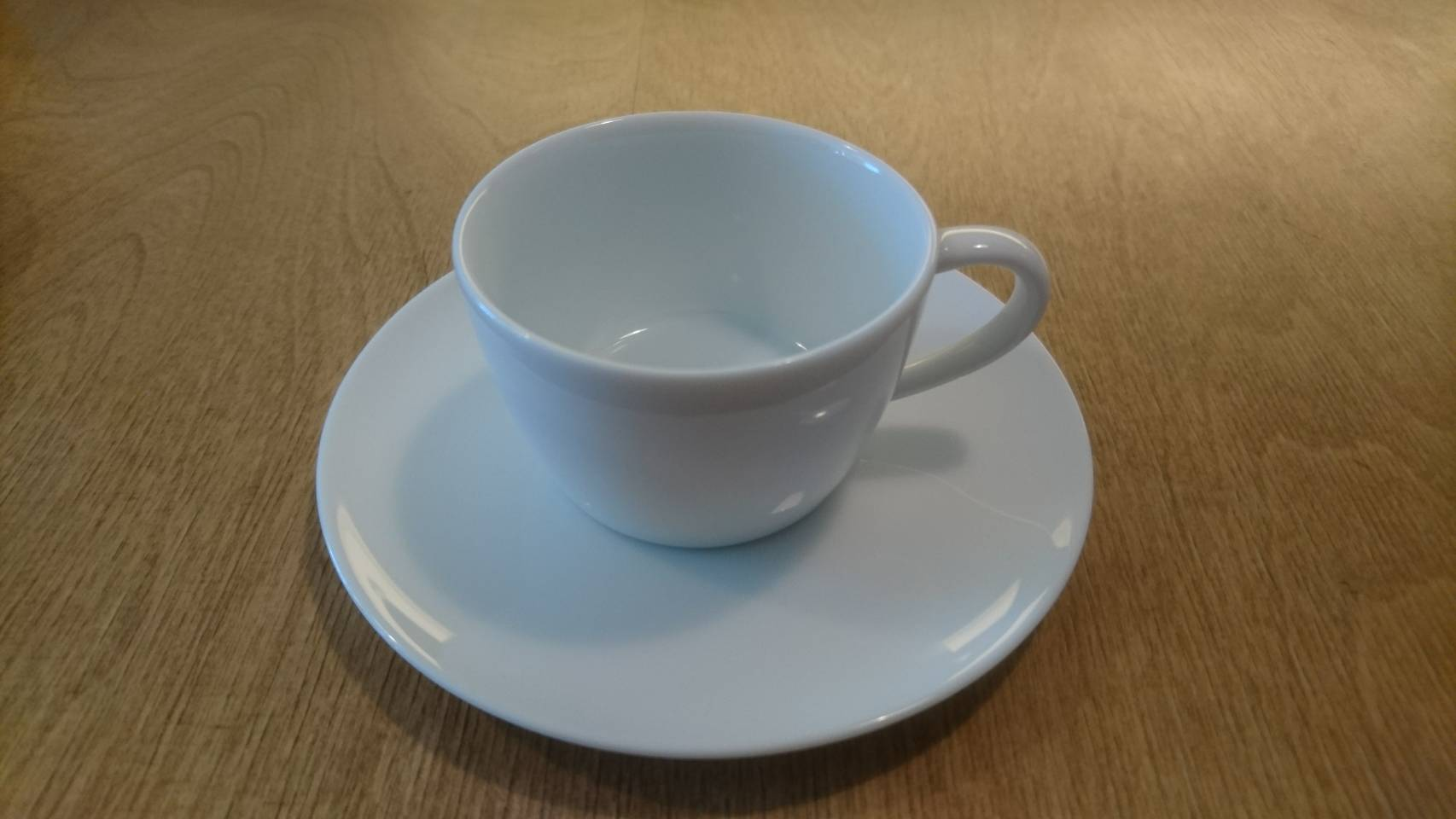
一般的なデミタスカップ

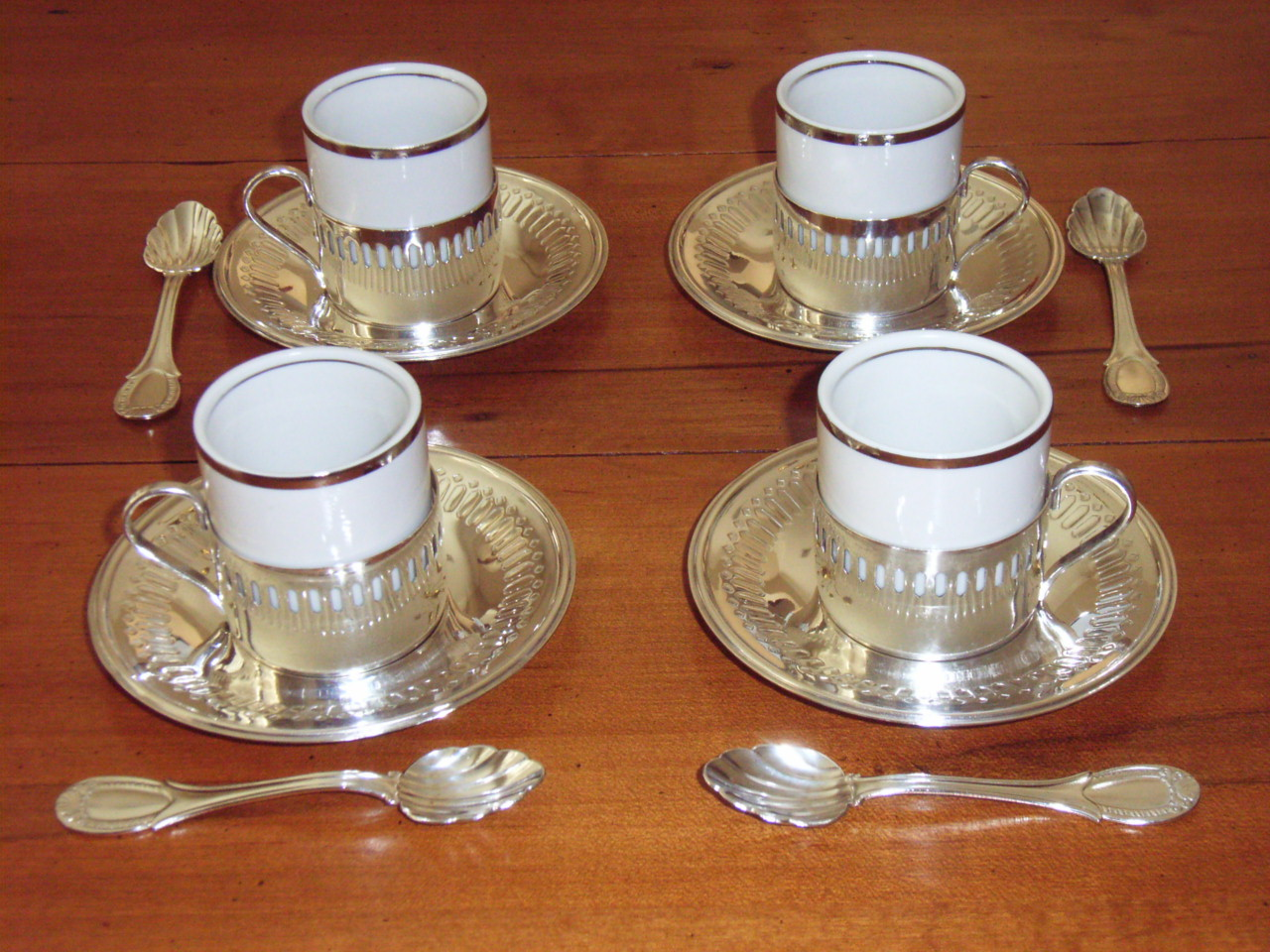
金属製の枠を持つデミタスカップとデミタススプーンのセット

デミタス (Demitasse) は、深煎りのコーヒー豆を挽き、布フィルターを用いて抽出したコーヒーである。元来フランス語では「小さなカップ (demi tasse)」を意味する。またカップとしてのデミタスは、デミタスコーヒーをはじめトルココーヒーやエスプレッソ等を飲む際に用いられるカップのことである。

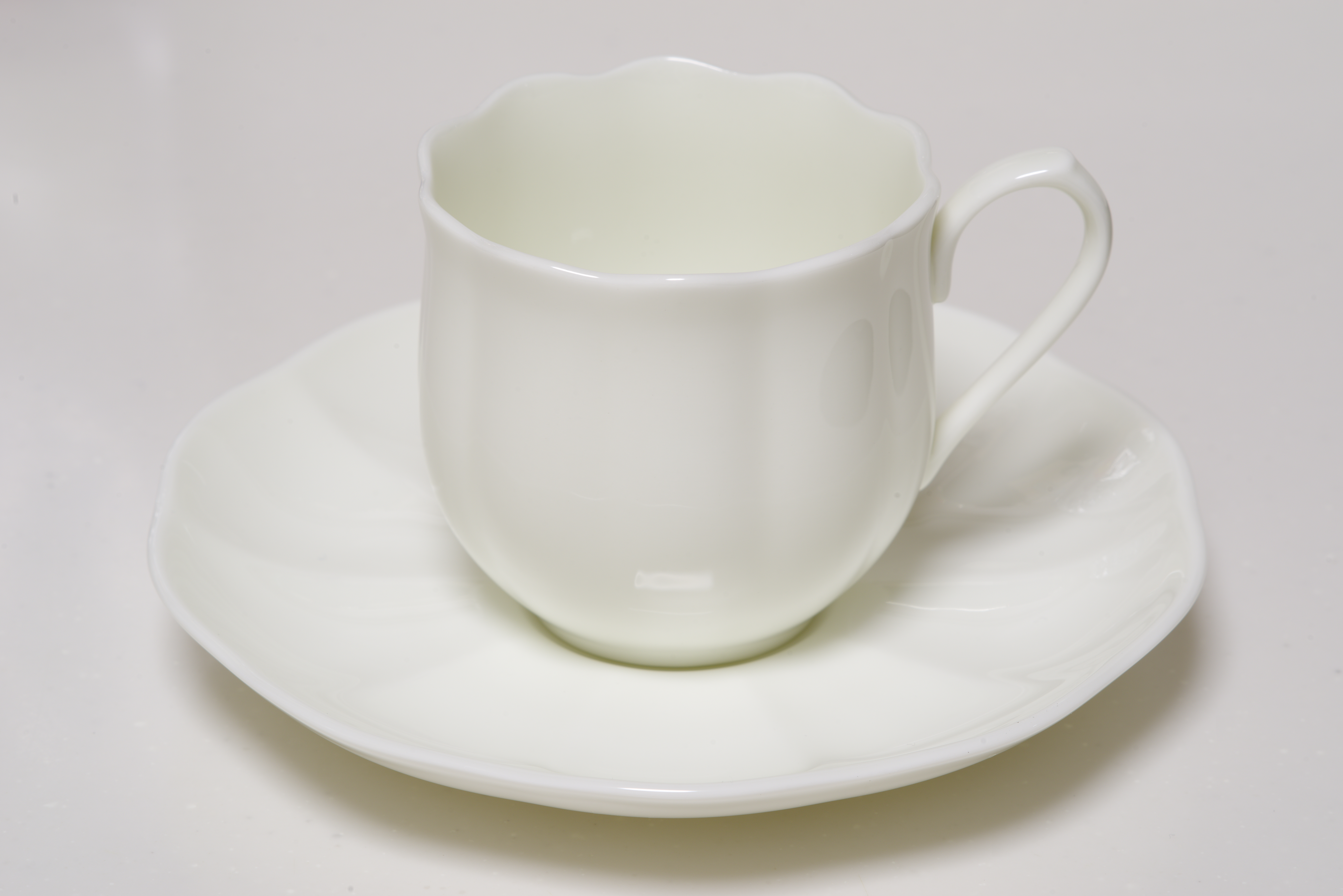
鳴海製陶製ボーンチャイナのデミタスカップ

カップの容量は通常約60-90mlで、通常のコーヒーカップの半分程度の大きさである。白色の陶器や磁器で出来ていることが多いが、装飾を施したものもある。揃いの柄のソーサーが付く。金属製の枠に入ったガラス製カップの場合もある。

## 歴史
デミタスは、1806年のイタリアのカフェ「アンティコ・カフェ・グレコ」が起源とされる。当時のフランスが大陸封鎖令を発令したことで植民地からコーヒー豆の輸出入量に制限がかかり、イタリアではコーヒー豆が不足していた。品質を保ちつつ、少量の豆でコーヒーを味わうためにデミタスコーヒーが生まれた。
2008年5月、ギネスワールドレコーズは、オーストラリア・イプスウィッチ市市議会の市長によるコレクションを世界で最大のコレクションと認定した。これは、市長の Paul Pisasale が15年間以上かけて集めたもので、650セット・1500個からなる。

## 抽出方法
デミタスコーヒーの抽出は、ネルドリップと呼ばれる布フィルターで行う。深煎りのコーヒー豆を挽いた後、80 - 90℃の湯を時間をかけて注ぎ、ネルドリップで抽出する。旨味成分が多いとされる70 - 80cc部分のもののみを使用したのがデミタスコーヒーと言われる。通常のコーヒーの約4倍の濃さがあり、「コーヒーの玉露」とも評される。